# Parrya
Parrya es un género de plantas fanerógamas de la familia Brassicaceae. Comprende 86 especies descritas y de estas, solo 33 aceptadas.

## Taxonomía
El género fue descrito por Robert Brown y publicado en Chloris Melvilliana 10–12, pl. B. 1823. La especie tipo es: Parrya arctica

## Especies aceptadas
A continuación se brinda un listado de las especies del género Parrya aceptadas hasta julio de 2014, ordenadas alfabéticamente. Para cada una se indica el nombre binomial seguido del autor, abreviado según las convenciones y usos.	
| - Parrya alba - Parrya albida - Parrya angrenica - Parrya arctica - Parrya asperrima - Parrya australis - Parrya beketovii - Parrya darvazica - Parrya fruticulosa - Parrya korovinii - Parrya kuramensis - Parrya lancifolia - Parrya longicarpa - Parrya maidantalica - Parrya minuta - Parrya nauruaq - Parrya nudicaulis - Parrya nuratensis | - Parrya pavlovii - Parrya pinnatifida - Parrya popovii - Parrya pulvinata - Parrya runcinata - Parrya rydbergii - Parrya saposhnikovii - Parrya saxifraga - Parrya schugnana - Parrya simulatrix - Parrya stenocarpa - Parrya stenoloma - Parrya stenophylla - Parrya subscapigera - Parrya subsiliquosa - Parrya tianschanica - Parrya turkestanica - Parrya villosula |